# Беллавере, Винченцо
Винченцо Беллавере (итал. Vincenzo Bellavere, также известен как Беллавер (итал. Bell’haver, Bell’aver, Belaver); 1540 или 1541 год — 29 августа 1587 года) — итальянский композитор позднего Возрождения, представитель Венецианской школы, органист. Приобрёл известность как талантливый мадригалист, написал несколько произведений в венецианском полихоральном стиле.

## Биография
О времени и месте рождения Винченцо Беллавере неизвестно. Первое упоминание о нём датируется 1567 годом, когда он уже был органистом в Падуанском соборе. В том же году он безуспешно пытался занять престижное место первого органиста этого собора. В 1568 году стал первым органистом при Скуола Сан-Рокко. Работал там до 1584 года, затем вернулся в Падую, где занял должность первого органиста в соборе. В декабре 1585 года был уволен из Падуи, вернулся в Венецию, чтобы стать органистом при церкви Санто-Стефано.
30 декабря 1586 года декретом прокураторов Республики был назначен первым органистом Базилики Сан-Марко, одного из важнейших музыкальных центров в Италии той эпохи, на место, только что освобождённое Андреа Габриели, чьим учеником, как следует из документов, он был. Вторым органистом был Джованни Габриели. 
Его годовое вознаграждение составляло 100 дукатов, что свидетельствует о славе, к которой он пришёл. 
Учитывая вышесказанное, предполагается, что Беллавере учился и осуществлял свою деятельность в Венеции, а возможно, и происходил из этого города или принадлежащих ему территорий.
Умер всего через девять месяцев после вступления в должность, в сентябре 1587 года. После его смерти место первого органиста оставалось свободным более года и было занято луккезцем Джозеффо Гвами 30 октября 1588 года.
Беллавере был талантливым композитором и мог бы стать важным представителем венецианской школы, но его карьера была приостановлена преждевременной смертью.

## Музыка и влияние
Беллавере известен прежде всего своими произведениями. Он писал музыку для клавишных инструментов, поскольку сам был органистом, но, кроме этого, в его наследии имеются и хоровые произведения, такие как мадригалы в лёгком стиле, напоминающие музыку Андреа Габриели, мотеты и два магнификата. В последних работах использует типичный для Джованни Габриели полиохоровой стиль и группы инструментов, которые являются отличительным знаком венецианской школы.